# رلینگن
رلینگن (به آلمانی: Rellingen) یک شهر در آلمان است که در پینبرگ واقع شده‌است. رلینگن ۱۳٬۷۴۶ نفر جمعیت دارد.

## خواهرخوانده
شهر بخش مونکدال خواهرخواندهٔ رلینگن هست.